# Po-Nhu Ly
Po-Nhu Ly es un deportista australiano que compitió en taekwondo. Ganó una medalla de bronce en el Campeonato Mundial de Taekwondo de 1983 y una medalla de plata en el Campeonato Asiático de Taekwondo de 1986.

## Palmarés internacional
| Campeonato Mundial  | Campeonato Mundial     | Campeonato Mundial | Campeonato Mundial |
| Año                 | Lugar                  | Medalla            | Categoría          |
| ------------------- | ---------------------- | ------------------ | ------------------ |
| 1983                | Copenhague (Dinamarca) | Medalla de bronce  | –64 kg             |
| Campeonato Asiático |                        |                    |                    |
| Año                 | Lugar                  | Medalla            | Categoría          |
| 1986                | Darwin (Australia)     | Medalla de plata   | –64 kg             |